# Claude Chappe
Claude Chappe (Brûlon, 25 de diciembre de 1763-París, 23 de enero de 1805) fue un inventor francés. En 1792 demostró un sistema práctico de telegrafía óptica que se extendió por toda Francia. Este fue el primer sistema práctico de telecomunicaciones.

## Biografía
Claude Chappe nació en una familia acomodada, nieto de un barón francés. Aunque comenzó una carrera religiosa, perdió su sinecura durante la Revolución francesa. Fue entonces cuando él, junto con sus cuatro hermanos, todos ellos desempleados, decidieron desarrollar un sistema práctico de estaciones telegráficas, una tarea tratada desde la antigüedad, aunque nunca antes realizada con éxito.
Uno de los hermanos era miembro de la Asamblea Legislativa durante la Revolución francesa, hecho que fue decisivo a la hora de que este órgano apoyase la propuesta de construir una línea de París a Lille para transmitir despachos de guerra.

## Trabajo

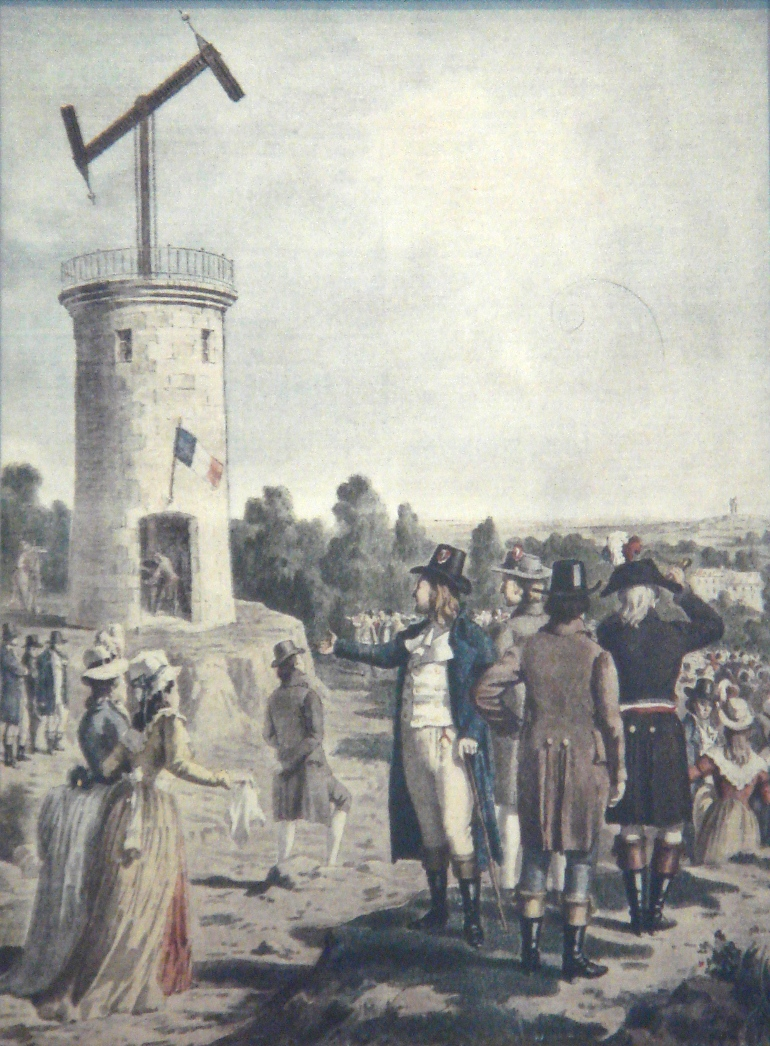
Grabado de un telégrafo óptico de Chappe

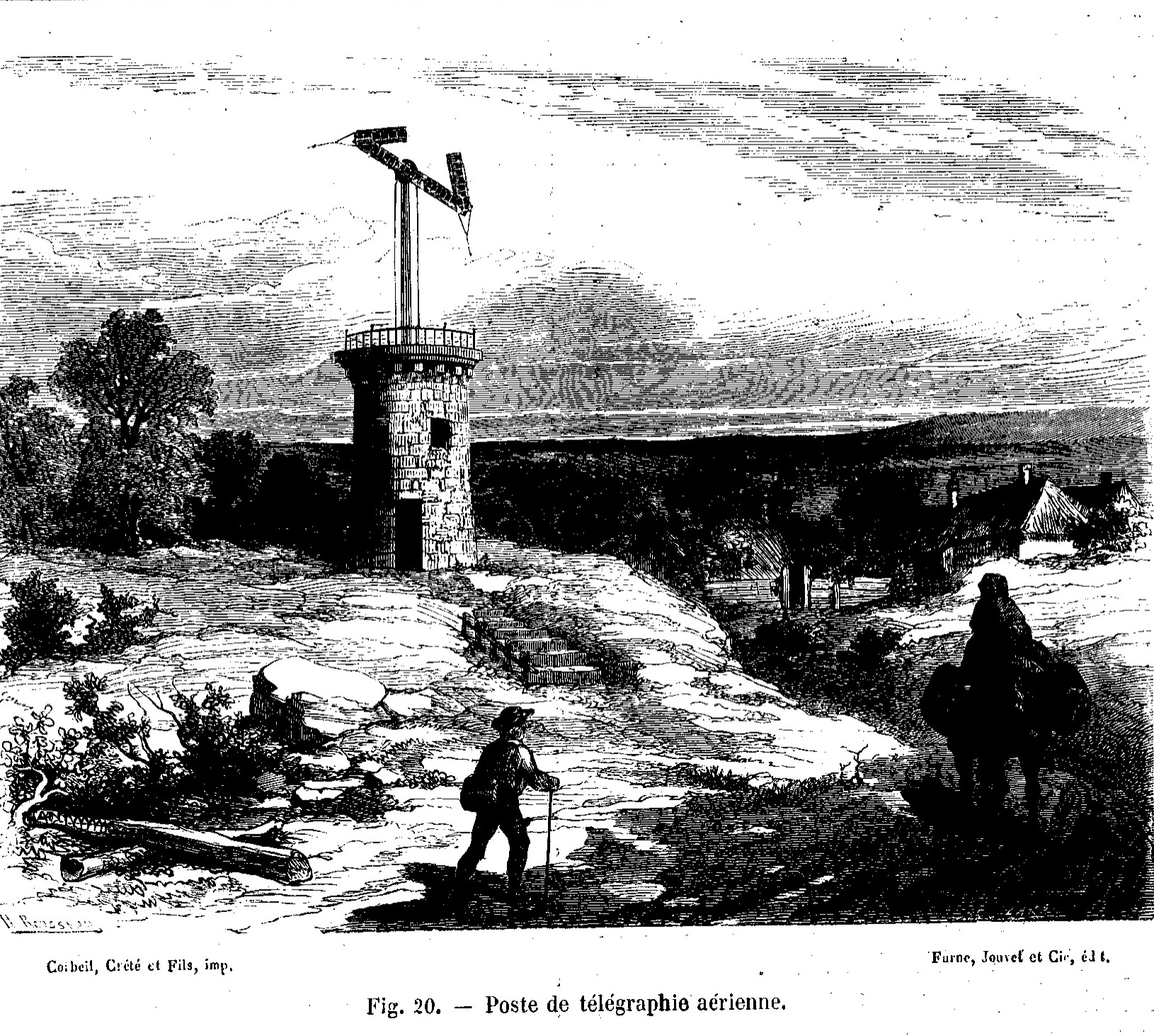
Grabado de un telégrafo óptico de Chappe

Los hermanos Chappe determinaron experimentalmente que era más fácil ver y distinguir ángulos en una vara que la presencia o ausencia de paneles. El diseño final constaba de un mástil, en cuyo extremo estaba unido por su centro un elemento llamado regulador, a cuyos extremos había dos pequeñas piezas de menor longitud llamados indicadores. El conjunto podía adoptar 196 posiciones útiles. Los brazos, de 3 x 0,3 metros y pintados de negro, estaban contrapesados, de manera que podía manejarse el aparato con sólo dos manijas. Se hicieron experimentos con faroles colocados en los brazos para su uso nocturno, pero demostraron una nula eficacia. Las torres estaban situadas a distancias que oscilaban entre los 12 y los 25 kilómetros, y cada una tenía un telescopio o catalejo apuntando a la torre anterior y posterior de la línea.
En 1795 se enviaron con éxito los primeros mensajes entre París y Lille. En 1794 se informó a París, por vía telegráfica, de la captura de Condé-sur-l'Escaut (hasta entonces en poder de los austríacos), menos de una hora después del acontecimiento. Rápidamente se construyeron otras líneas, incluida la París-Toulon. El sistema, copiado ampliamente en otros países europeos, fue usado por Napoleón para coordinar el imperio y el ejército.
En 1793 se le concede, en Francia, el primer título mundial de ingeniero telegrafista como reconocimiento a sus trabajos, poner en funcionamiento casi 5000 kilómetros de estaciones repetidoras de signos gráficos y darles el nombre de telégrafo.
En 1805, Claude se suicidó tirándose a un pozo en su hotel de París. Estaba sufriendo una depresión clínica en aquellos momentos, y por las demandas ante rivales que habían plagiado su modelo de telégrafo óptico militar.
En 1824 Ignace, su hermano, intentó aumentar el interés en el uso del telégrafo óptico empleándolo para la transmisión de mensajes comerciales a precios asequibles. Sin embargo la comunidad empresarial se resistió a esta propuesta.
En 1846 el gobierno francés se inclinó por un nuevo medio de comunicación, el telégrafo eléctrico. En aquel momento muchos intelectuales advirtieron de la debilidad del nuevo sistema, ya que un cable telegráfico podía sabotearse fácilmente cortándolo. Sin embargo, la facilidad para operar ese nuevo medio, el mayor alcance entre repetidoras y su confiabilidad terminó imponiéndolo frente a los sistemas de telegrafía óptica, y hacia 1840 la red telegráfica terrestre comenzó a extenderse rápidamente por Europa y los Estados Unidos.
El telégrafo óptico de Chappe tiene un papel relevante en la obra de Alejandro Dumas El conde de Montecristo, en la que el conde soborna a un operador descontento para que envíe un mensaje falso.